# Campionati europei di biathlon 2024
I Campionati europei di biathlon 2024 sono stati la 31ª edizione della massima manifestazione continentale di biathlon.
Organizzati dall'IBU, si sono tenuti dal 24 al 28 gennaio 2024 a Orsblie, in Slovacchia. I campionati hanno assegnato punti per l'IBU Cup 2023-24, di cui costituivano la sesta tappa.

## Calendario
| Uomini | 20 km individuale |   | 10 km sprint  | 12,5 km inseguimento |                               | 3 |
| Donne  | 15 km individuale |   | 7,5 km sprint | 10 km inseguimento   |                               | 3 |
| Misto  |                   |   |               |                      | Staffetta & Staffetta singola | 2 |
| Totale | 2                 | 0 | 2             | 2                    | 2                             | 8 |

## Medagliere
| Pos.   | Nazione    | Oro | Argento | Bronzo | Totale |
| ------ | ---------- | --- | ------- | ------ | ------ |
| 1      | Norvegia   | 6   | 5       | 2      | 13     |
| 2      | Francia    | 1   | 1       | 2      | 4      |
| 3      | Svezia     | 1   | 0       | 0      | 1      |
| 4      | Moldavia   | 0   | 1       | 0      | 1      |
| 4      | Romania    | 0   | 1       | 0      | 1      |
| 6      | Slovacchia | 0   | 0       | 1      | 1      |
| 6      | Ucraina    | 0   | 0       | 1      | 1      |
| 6      | Italia     | 0   | 0       | 1      | 1      |
| 6      | Austria    | 0   | 0       | 1      | 1      |
| Totale | Totale     | 8   | 8       | 8      | 24     |

## Podi

### Uomini
| Evento               | Oro               | Tempo   | Argento         | Tempo   | Bronzo            | Tempo   |
| 20 km individuale    | Vebjoern Soerum   | 51'32"7 | Johan-Olav Botn | 52'42"4 | Martin Uldal      | 53'17"6 |
| 10 km sprint         | Antonin Guigonnat | 22'51"9 | Johan-Olav Botn | 23'06"4 | Isak Frey         | 23'08"6 |
| 12,5 km inseguimento | Isak Frey         | 32'42"1 | Dmitrii Shamaev | 32'54"4 | Antonin Guigonnat | 33'08"1 |

### Donne
| Evento             | Oro             | Tempo   | Argento                   | Tempo   | Bronzo              | Tempo   |
| 15 km individuale  | Maren Kirkeeide | 41'26"2 | Alina Stremous            | 42'12"7 | Ema Kapustova       | 42'25"3 |
| 7,5 km sprint      | Ida Lien        | 19'11"5 | Maren Kirkeeide           | 19'25"5 | Khrystyna Dmytrenko | 19'46"8 |
| 10 km inseguimento | Maren Kirkeeide | 29'49"9 | Emilie Aagheim Kalkenberg | 30'01"0 | Océane Michelon     | 30'17"0 |

### Misti
| Evento            | Oro                                                         | Tempo    | Argento                                                                      | Tempo    | Bronzo                                                                      | Tempo    |
| Staffetta         | Norvegia Isak Frey Johan-Olav Botn Ida Lien Maren Kirkeeide | 1h4'23"3 | Francia Theo Guiraud Poillot Antonin Guigonnat Océane Michelon Camille Bened | 1h4'37"9 | Italia Nicola Romanin Nicolò Betemps Beatrice Trabucchi Hannah Auchentaller | 1h5'17"1 |
| Staffetta singola | Svezia Anton Ivarsson Sara Andersson                        | 41'50"1  | Norvegia Vebjoern Soerum Emilie Aagheim Kalkenberg                           | 42'04"0  | Austria Patrick Jakob Kristina Oberthaler                                   | 42'34"0  |